# Wasef Bakhtari

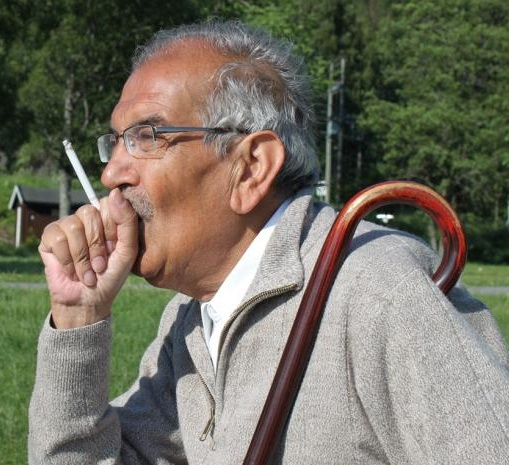
Wasef Bakhtari (2016)

Wasef Bakhtari (persisch واصف باختری; * 15. März 1943 in Balch, Afghanistan; † 19. Juli 2023 in Kalifornien) war ein afghanischer Intellektueller und Dichter.

## Leben
Bakhtari studierte Persische Literatur an der Universität Kabul sowie Erziehungswissenschaften an der Columbia-Universität in den Vereinigten Staaten und arbeitete als Professor für Literatur an der Universität von Kabul. Wasef Bakhtari stand in der literarischen Tradition von Rahi Mo'ayyeri, Amiri Firuskuhi sowie Ahmad Schamlou.
1996 fanden Bakhtari und seine Frau Sorija auf ihrer Flucht vor den Taliban zunächst Zuflucht in Pakistan. Nachdem deren Einfluss dort jedoch erstarkte, gelang es dem Paar, mit Hilfe der Organisation World Relief und dem Hohen Flüchtlingskommissar der Vereinten Nationen in die USA zu fliehen, wo sie nach New Port Richey im Bundesstaat Florida zogen.